# Instituto del Mundo Árabe

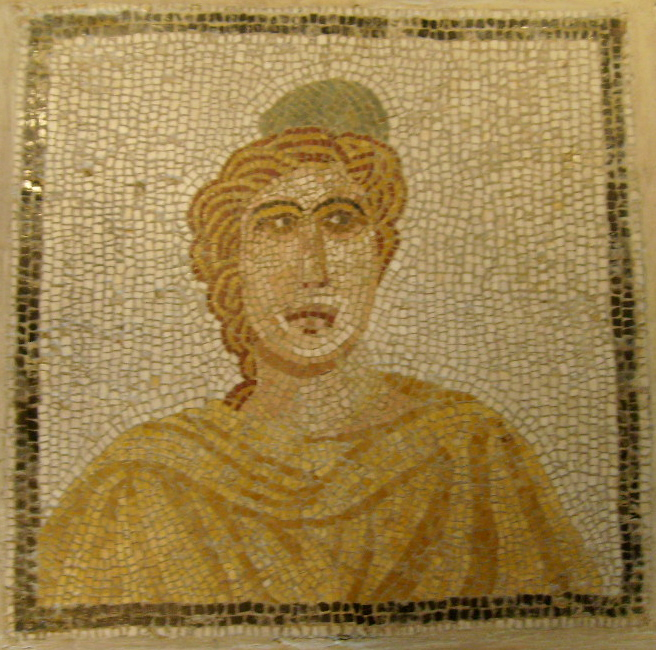
Ejemplo de pieza perteneciente a las colecciones del IMA : un mosaco del descubierto en Althiburos en Túnez.

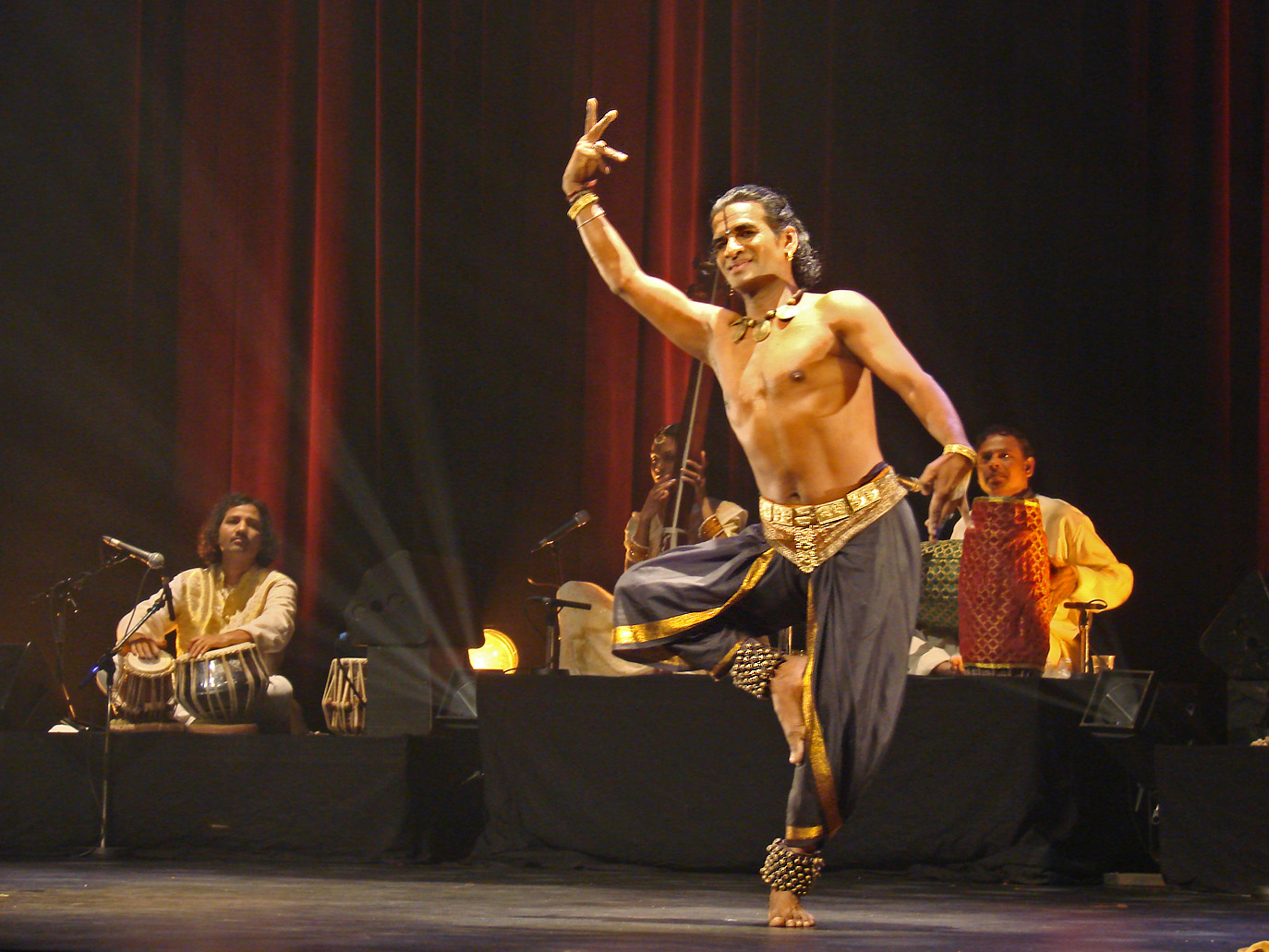
Espectáculo de la compañía Raghunath Manet en el IMA.

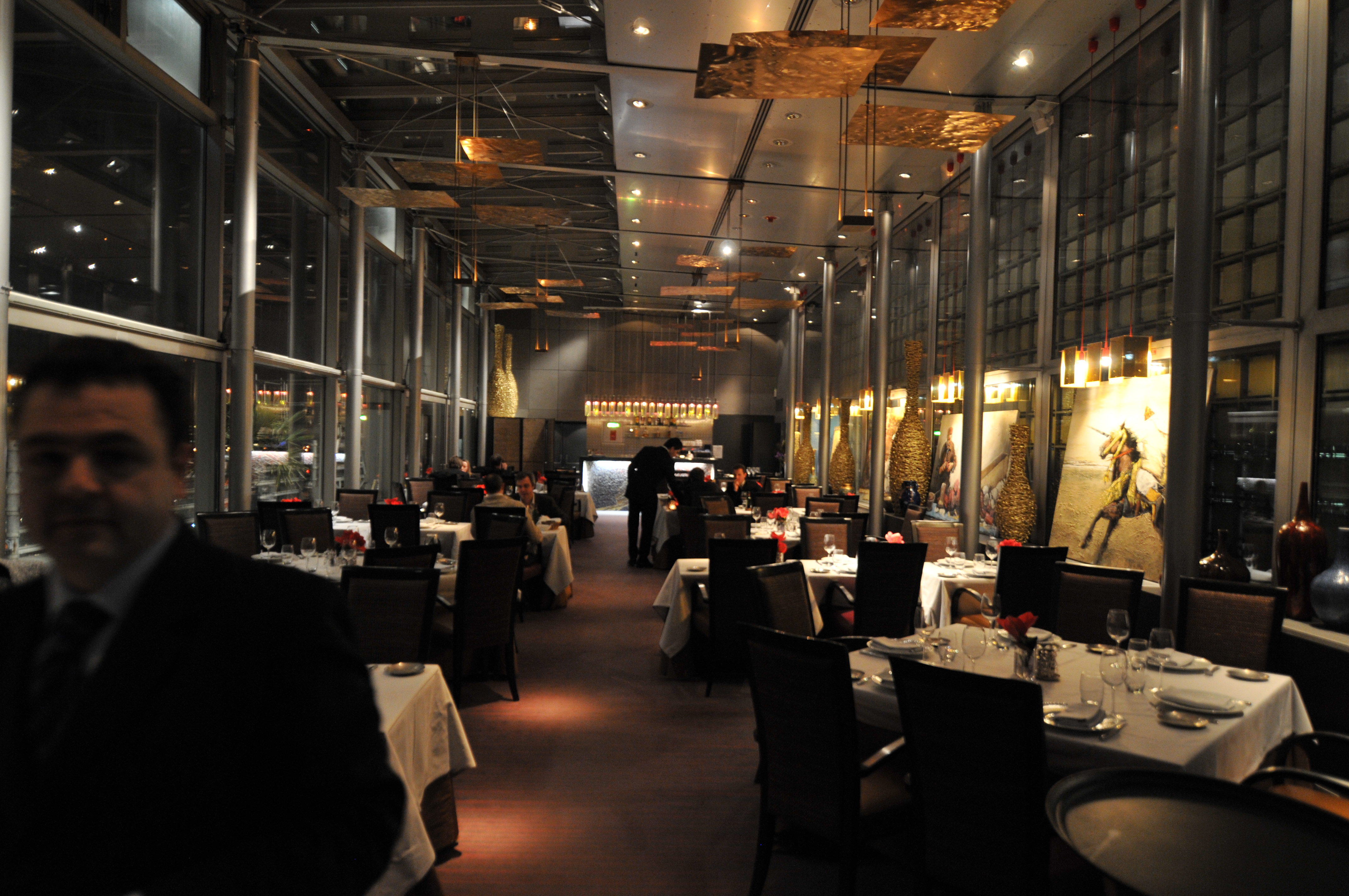
Restaurante Noura en el IMA.

El Instituto del Mundo Árabe (en francés: Institut du Monde Arabe, o IMA) es un centro dedicado a la cultura árabe, situado en el V distrito de París. Se dedica a dar a conocer y difundir la cultura de los países árabes y a estrechar lazos entre Francia, Europa y el Mundo Árabe.
Es probablemente el centro de cultura árabe más importante entre los que tienen su sede en un país occidental.

## Creación
El Instituto del Mundo Árabe (IMA) es una fundación regida por el derecho francés, nacida de un acuerdo entre el estado francés y 21 países árabes. El acta de creación fue firmada el 14 de octubre de 1980 por el entonces Presidente de la República Francesa Valéry Giscard d'Estaing, su Ministro de Asuntos Exteriores Jean François-Poncet, y los embajadores de Argelia, Arabia Saudí, Baréin, Egipto, Emiratos Árabes Unidos, Irak, Jordania, Kuwait, Líbano, Libia, Marruecos, Mauritania, Omán, Palestina, Catar, Somalía, Sudán, Siria, Túnez, Yibuti y Yemen.
El edificio fue inaugurado en 1987 por el presidente de la República Francesa, François Mitterrand.

## Objetivos
El IMA persigue objetivos:
- El desarrollo y profundización de los estudios, el conocimiento y la comprensión del Mundo Árabe, su idioma, civilización y esfuerzos de desarrollo;
- Favorecer el intercambio cultural, la comunicación y cooperación entre el mundo árabe y el francés, en particular, y con el occidental, en general, especialmente en lo relacionado con los campos de la cultura, las ciencias y la técnica;
- Fomentar las relaciones entre el mundo árabe y Francia, así como con el resto de Europa.

## Dirección
El presidente del IMA a partir de 2013 es el antiguo ministro de cultura, Jack Lang. Entre 2009 y 2013, fue el periodista, escritor y político francés Dominique Baudis. Su director general es el diplomático y gestor cultural argelino Mokhtar Taleb-Bendiab.

## Datos arquitectónicos

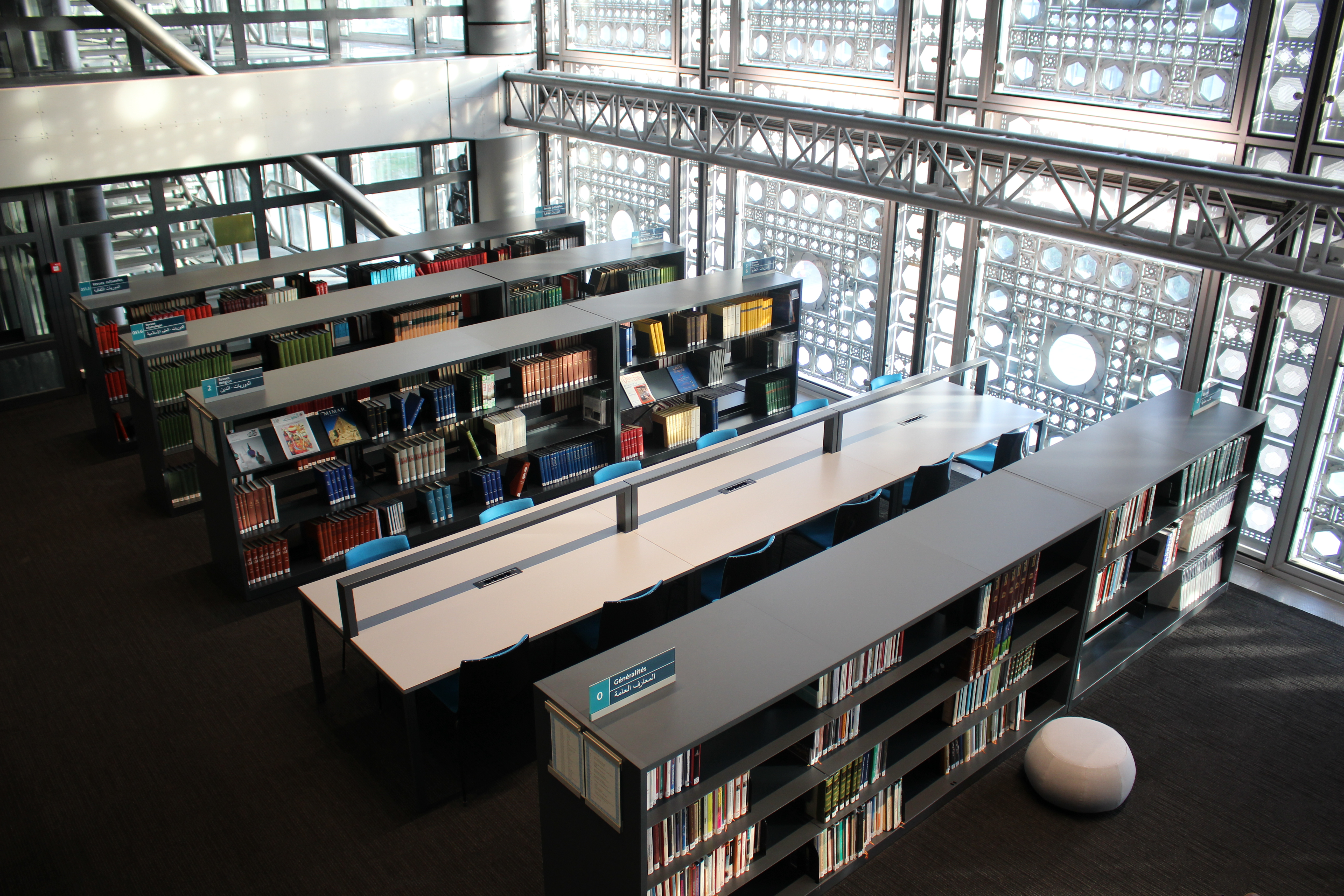
La plataforma metalica soleil vista desde arriba.

En 1981, se organizó un concurso para escoger el proyecto que más se ajustase a las necesidades de la fundación. Finalmente, el proyecto del arquitecto francés Jean Nouvel asociado con Gilbert Lezenes y Pierre Soria & Architecture-Studio ganó el concurso, comenzando la construcción del inmueble en 1984 y siendo inaugurado en 1987. Aunque el acta de su fundación fue firmada por el anterior Presidente francés, forma parte de un plan general de urbanismo llevado a cabo por el presidente Mitterrand durante los años 1980, que incluye otras obras como el Arco de la Défense o la nueva Biblioteca Nacional.
El proyecto busca acercar la cultura árabe a la francesa. Está situado en el Bulevar San Germain, junto al río Sena. Una de sus características principales es el “espacio sin límites” creado por el juego de luces, sombras, reflejos y acristalados que Nouvel pone habilidosamente en su obra. Las celosías móviles accionadas por células fotoeléctricas alojadas en los acristalados de la fachada sur es uno de los elementos más llamativos del edificio. 

### Solar
El Instituto del Mundo Árabe (IMA) está en la confluencia del Bulevar San Germain con el río Sena, junto al puente que conduce a la isla de San Luís y a un embarcadero. La parte norte del edificio que limita con el bulevar es curva, mientras que la fachada sur es recta. Esta da a una plaza perteneciente a su solar que tiene las mismas dimensiones que la fachada sur y los mismos diseños que las cristaleras describen. A este espacio abierto confluye un gran edificio de los años 1960, perteneciente a la universidad de ciencias. 
En el lado este de la plaza hay un edificio con planta en forma de L cuya planta baja está sin cerrar (solo tiene los pilares principales). Detrás de este se encuentra el Jardín de las Plantas, que fue el primer zoo y el primer jardín botánico creados en París en el siglo XIX.

### Generalidades
El edificio se compone de dos partes divididas, en gran parte, por un hueco alargado de pocos metros de anchura, desde el que se ve la Catedral de Notre Dame, lo cual estaba buscado por el arquitecto. En la cuarta planta hay una terraza cuadrada que une ambas partes del IMA, y en las plantas superiores, queda unido por una estrecha parte situada en el este y por dos pequeños puentes situados en distintos pisos. El suelo del hueco tiene una rampa por la que entran los coches de las personalidades que visitan el edificio. La parte norte del inmueble (separada de la parte sur por el hueco antes descrito) tiene su fachada norte curva y la sur recta, formando un pico en la confluencia de ambas. Su cornisa es dos plantas más baja que la de la parte sur. En su terraza superior hay un restaurante de gastronomía libanesa, y en tres de sus plantas hay un museo de la cultura árabe, que se prolonga en la parte sur. 
El hecho de no dar una función diferente a cada área del inmueble es una intención de Nouvel presente en muchas de sus obras y que contradice la idea de la Arquitectura Moderna de dar a cada parte un uso distinto. La parte sur del edificio tiene las fachadas rectas pero su planta no forma un paralelepípedo, sino un cuadrilátero que se aproxima bastante a la forma de la anterior figura. De esta manera, el edificio se ve curvo si se mira desde el puente de la isla de San Luís, y se ve recto si se observa desde el Bulevar de San Germain. Este efecto es típico en las obras de Jean Nouvel. Los dos edificios del IMA están separados por una "falla", y por la planta baja de éste quería Nouvel hacer un camino que uniese el inmueble con el Jardín de las Plantas, a lo cual se negaron los propietarios del edificio vecino. Las fachadas del IMA están enteramente acristaladas para dejar pasar una gran cantidad de luz al interior. 
Detrás de la fachada oeste de la parte sur del edificio hay un cilindro de mármol que asciende por todas las plantas, constituido por una escalera en forma de espiral y con dependencias variadas situadas en su interior. Puede ser visto desde el exterior si la apertura de las celosías de la fachada acristalada lo permite. Nouvel, una persona muy interesada en el parpadeo de las imágenes del cine, creó un espacio interior en este edificio lleno de luces, sombras, reflejos y estructuras vistas que crean una atmósfera de irrealidad e indefinición, falta de límites precisos. Esta es una de las características de este arquitecto francés.

### Fachadas
Los acristalamientos de las fachadas del edificio son diferentes en cada parte. La fachada norte de la parte norte tiene unas piezas de vidrio de reducido tamaño dispuestas ortogonalmente que pretende proteger al inmueble del bullicio del tráfico del bulevar. En el conjunto de los cristales, que son lisos, se reflejan los edificios del París histórico situados a proximidad. La fachada norte de la parte sur tiene un acristalado notablemente más grande que la anterior. Cada vidrio tiene una forma cuadrada y la altura de una planta. Están separados por rectángulos y cuadrados más pequeños, conformando estas figuras un entramado ortogonal. El cristal de este acristalamiento es también liso. 
Las ventanas más interesantes del IMA son las de la fachada sur de la parte sur. El tamaño y forma de los cristales es exactamente igual que los de la fachada norte de la parte sur sólo que, en este caso, cada cristal cuadrado tiene una serie de células fotoeléctricas semejantes al diafragma de una cámara de fotos que se abren cuanto menos luz exterior reciben y viceversa. En cada ventana hay una célula fotoeléctrica central más grande que el resto, y otras más pequeñas, de dos tamaños distintos, dispuestas geométricamente en el vidrio. Estos elementos dan lugar a figuras geométricas que recuerdan los dibujos de las celosías tradicionales de los edificios árabes, símil muy bien acogido por los promotores de la fundación. 
Hay partes de la fachada donde solo hay dibujos hexagonales y ortogonales parecidos a las celosías, las cuales se mueven con energía eólica. Están protegidas del interior por unos cristales que impiden ser tocadas por los curiosos atraídos por su mecanismo. De esta forma, el edificio controla automáticamente su propia luminosidad y crea un juego de luces y reflejos (el suelo interior es reflectante) en su interior. El uso de esta tecnología tan innovadora hizo que mucha gente calificase a Nouvel de arquitecto High Tech, a lo cual, el francés se negó rotundamente. Este tipo de acristalamiento también lo hay en las fachadas de la terraza del hueco que están orientadas al este y oeste. Hay una tercera celosía de fachada situada en la que mira al sur de la parte norte. Esta forma una retícula de cuadrados pequeños cuyos cristales son translúcidos.

### Distribución interior
El IMA tiene un total de once plantas situadas sobre el nivel del suelo y tres subterráneas. La parte norte tiene un total de nueve. Son generalmente de poca altura (2,20 m aproximadamente) salvo las que son dobles. En algunas salas hay pisos con dobles alturas, altura y media, partes con terrazas, y entrepisos, como es el caso de la biblioteca y la cuarta planta de la parte norte, donde hay un pequeño voladizo y terraza. El hall del edificio está en el centro de la planta baja de la parte sur, delimitado por cuatro pilares de hormigón armado. En él están las escaleras y seis ascensores, los cuales forman un hueco diáfano que asciende por todos los pisos. Los pilares del hall tienen una jerarquía: los más gruesos soportan los pasillos, mientras que otros más finos delimitan los huecos de los ascensores. 
En cada planta hay dos escaleras de un solo tiro, unidas y cruzadas (mientras una sube, otra baja encontrándose en el punto medio). Están sujetas por unas estructuras de arriostramiento compuestas por barras inclinadas, algunas de las cuales funcionan como barandillas. Los escalones no tienen tabica, lo que da una sensación de ligereza a la escalera. El hueco formado por los ascensores y escaleras, unido al entramado de barras de arriostramiento y huellas de las escaleras crean una atmósfera de límites poco precisos, una indefinición del espacio, y un juego de sombras y luces. 
En la parte del museo, la zona norte, hay lugares donde el techo baja bastante. Su función es exponer las piezas del museo. A partir de la cuarta planta, ambas partes del edificio se unen por una franja en la parte este, además de haber dos pequeños puentes situados a distintas alturas. Es en este piso donde, en la zona este, el hueco divisorio de las dos partes se cierra formando un patio cuadrado en el que hay plantas en macetas. En las plantas subterráneas hay un amplio auditorio y salas de exposiciones temporales. Estas dependencias se extienden bajo la plaza situada al sur de la parte elevada del IMA. La planta baja de la parte sur, a diferencia del resto de pisos, tiene los pilares de hormigón al descubierto y las cristaleras recogidas en el interior, por lo que el edificio parece estar elevado sobre unas patas.